# Euphorbia rockii
Euphorbia rockii är en törelväxtart som beskrevs av Charles Noyes Forbes. Euphorbia rockii ingår i släktet törlar, och familjen törelväxter. IUCN kategoriserar arten globalt som akut hotad.
Artens utbredningsområde är Hawaii. Inga underarter finns listade i Catalogue of Life.